# Кузнецово (Ножкинское сельское поселение)
Кузнецово — деревня в Ножкинском сельском поселении Чухломского района Костромской области России.

## История
В 1966 г. указом президиума ВС РСФСР деревня Кровопусково переименована в Кузнецово.

## Население
| 2008 | 2010 | 2014 |
| ---- | ---- | ---- |
| 0    | →0   | →0   |